# Logan Watkins
Pour les articles homonymes, voir Watkins.
Vincent Logan Watkins (né le 29 août 1989 à Wichita, Kansas, États-Unis) est un joueur de deuxième but des Cubs de Chicago de la Ligue majeure de baseball.

## Carrière
Logan Watkins est drafté par les Cubs de Chicago au 21e tour de sélection en 2008. En 2012, il est élu meilleur joueur de l'organisation des Cubs en ligues mineures.
Il fait ses débuts dans le baseball majeur avec les Cubs le 4 août 2013 et réussit le jour même son premier coup sûr, réussi aux dépens du lanceur Stephen Fife des Dodgers de Los Angeles. Son premier circuit dans les majeures est réussi le 30 août 2014 aux dépens du lanceur Justin Masterson des Cardinals de Saint-Louis. Il rate la saison 2015 en raison d'une blessure au tendon d'Achille.